# رود سیامژنا
رود سیامژنا (انگلیسی: Syamzhena) یک رودخانه در استان ولوگدای کشور روسیه است.